# Elisabeth Förster-Nietzscheová
Therese Elisabeth Alexandra Förster-Nietzscheová (10. července 1846 Röcken – 8. listopadu 1935 Výmar) byla sestra filozofa Friedricha Nietzscheho a zakladatelka Nietzscheova archivu, který vznikl v roce 1894.
Förster-Nietzscheová byla o dva roky mladší než její bratr. Jejich otec byl luteránský farář v německé vesnici Röcken bei Lützen. Obě děti si byly během dětství a raných dospělých let blízké. Rozešli se však v roce 1885, kdy se Elisabeth provdala za Bernharda Förstera, bývalého středoškolského učitele, který se stal prominentním německým nacionalistou a antisemitou.
V roce 1886 se Elisabeth s manželem a vybranou skupinou světlovlasých a modrookých Němců vydala do džungle Paraguaye, kde společně položili základy árijské osady Nueva Germania. Posláním „Nové Gemánie“ bylo „očištění a zvovuzrození lidstva a zachování lidské kultury“. Dále tato obdivovatelka Mussoliniho a Hitlera budovala mýtus kolem svého bratra a ještě v době jeho života založila Nietzchův archiv ve Výmaru.
Förster-Nietzscheová se jako správkyně Nietzschova odkazu ujala role redaktorky rukopisů svého bratra. Přepracovala jeho nepublikované spisy tak, aby odpovídaly její vlastní ideologii, často tak, že to bylo v rozporu s názory jejího bratra. Její vydání tak přispělo k tomu, že se Nietzscheovo jméno spojilo s německým militarismem a nacionálním socialismem, třebaže Nietzsche tímto směrem nepřemýšlel.
Později se Elisabeth Förster-Nietzscheová stala členkou nacistické strany. Když v roce 1935 zemřela, jejího pohřbu se zúčastnil i Adolf Hitler.